# Wissadula hernandioides
Wissadula hernandioides är en malvaväxtart som först beskrevs av L'heritier, och fick sitt nu gällande namn av Christian August Friedrich Garcke. Wissadula hernandioides ingår i släktet Wissadula och familjen malvaväxter. Inga underarter finns listade i Catalogue of Life.